# Doctor of Juridical Science
Doctor of Juridical Science、（ラテン語:Scientiae Juridicae Doctor）（S.J.D.）は、アメリカのロースクールの学位のうち、最も高い学位。他の学問分野におけるPh. Dに相当。大学によってはJSD（ラテン語：Juridicae Scientiae Doctor）と略称するが、SJDと同じものである。日本の博士（法学）に相当する。

## 概要
通常、アメリカのロースクールを卒業した場合、J.D.（Juris Doctor：法務博士と訳される）を取得するが、本学位は法務博士号に相当する学位であり、S.J.D.より格下である。
アメリカのロースクールの教員の多くは、J.D.の学位を取得した後、一定の実務経験を経て（又は経済学など他の学問領域でPh.Dを取得して）教員となるため、S.J.D.の学位を取得していることは稀である。
これに対し、外国で基礎法学教育を受けた人がアメリカのロースクールの教員になるためには、S.J.D.の学位 または これに相当する外国での法学博士の学位（Ph.DまたはLL.D.）が必要となる。
このように米国で法学教員となるための例外的なルートであるため上位校とされるロースクールであってもSJD課程を設置していないことも多い。

## SJD課程を有するアメリカのロースクール一覧
- ヴァージニア大学ロースクール
- デューク大学ロースクール
- カリフォルニア大学バークレー校ロースクール
- カリフォルニア大学ロサンゼルス校ロースクール
- ハーバード大学ロースクール
- イェール大学ロースクール
- ニューヨーク大学ロースクール
- スタンフォード大学ロースクール
- ワシントン大学ロースクール
- ジョージ・ワシントン大学ロースクール
- イリノイ大学アーバナ・シャンペーン校ロースクール